# Даксбері (Вермонт)
Даксбері (англ. Duxbury) — місто (англ. town) в США, в окрузі Вашингтон штату Вермонт. Населення — 1413 особи (2020).

## Демографія
Згідно з переписом 2010 року, у місті мешкало 1337 осіб у 547 домогосподарствах у складі 396 родин. Було 639 помешкань
Расовий склад населення:
| - 96,8 % — білих - 0,7 % — азіатів - 0,4 % — чорних або афроамериканців |

До двох чи більше рас належало 1,9 %. Частка іспаномовних становила 1,0 % від усіх жителів.
За віковим діапазоном населення розподілялося таким чином: 22,1 % — особи молодші 18 років, 67,7 % — особи у віці 18—64 років, 10,2 % — особи у віці 65 років та старші. Медіана віку мешканця становила 42,0 року. На 100 осіб жіночої статі у місті припадало 102,3 чоловіків;  на 100 жінок у віці від 18 років та старших — 101,7 чоловіків також старших 18 років.
Середній дохід на одне домашнє господарство  становив 88 998 доларів США (медіана — 75 000), а середній дохід на одну сім'ю — 106 290 доларів (медіана — 101 667). Медіана доходів становила 52 697 доларів для чоловіків та 49 554 долари для жінок. За межею бідності перебувало 6,0 % осіб, у тому числі 2,2 % дітей у віці до 18 років та 7,0 % осіб у віці 65 років та старших.
Цивільне працевлаштоване населення становило 768 осіб. Основні галузі зайнятості: освіта, охорона здоров'я та соціальна допомога — 25,5 %, виробництво — 12,4 %, науковці, спеціалісти, менеджери — 11,5 %.